# The Black Shield of Falworth
The Black Shield of Falworth és una pel·lícula del 1954 feta per Universal-International, produïda per Robert Arthur i Melville Tucker i dirigida per Rudolph Maté. El guió fou adaptat per Oscar Brodney de la novel·la de Howard Pyle de 1891 Men of Iron i protagonitzada per Tony Curtis com a Myles Falworth, Janet Leigh com a Lady Anne de Mackworth, David Farrar com el comte d'Alban, Herbert Marshall com el comte de Mackworth, i Torin Thatcher com a Sir James. La banda sonora original fou composta per Hans J. Salter.
La pel·lícula fou la primera d'Universal-International en CinemaScope. Fou estrenada a Nova York el 6 d'octubre de 1954 al Loew's State Theater. Va ser la segona de les cinc pel·lícules en què la parella formada per Tony Curtis i Janet Leigh van aparèixer junts a la pantalla durant el matrimoni (1952-1961). Fou seleccionada al I Festival Internacional de Cinema de Sant Sebastià.

## Argument
Myles Falworth (Tony Curtis) i la seva germana Meg (Barbara Rush) viuen tranquil·lament a la seva granja a Crisbey-Dale amb el seu guardià Diccon Bowman (Rhys Williams). Aquest els protegeix dels atacs contra la seva família pel rei Enric IV d'Anglaterra (Ian Keith) perquè el seu pare ha estat acusat (falsament) de traïció i assassinat pel duc d'Alban (David Farrar). Quan una partida de caça formada pel duc d'Alban, el senyor de Crisbey-Dale, i un altre noble, Sir Robert, s'aturen a la seva granja per refrescar-se, són repel·lits per Myles per tal que deixin de molestar la seva germana.
Aquest enfrontament accelera els plans de Diccon per enviar-los al castell de Mackworth a Derbyshire (basat en el castell epònim). El duc de Mackworth (Herbert Marshall), un amic del seu pare, es converteix en el seu protector, i veu en Myles l'home que pot alliberar Anglaterra de les malvades maquinacions del comte d'Alban. Myles és entrenat per ser cavaller, és nomenat cavaller pel rei i mata el comte d'Alban en judici per combat, malbaratant l'intent d'Alban d'apoderar-se de la corona anglesa. Myles es casa llavors amb la filla del duc de Mackworth, Lady Anne (Janet Leigh).

## repartiment
- Tony Curtis - Myles
- Janet Leigh - Lady Anne
- David Farrar - Gilbert Blunt - Duc de Alban
- Barbara Rush - Meg
- Herbert Marshall - William - Duc de Mackworth
- Torin Thatcher - Sir James
- Daniel O'Herlihy - Prince Hal
- Patrick O'Neal - Walter Blunt
- Craig Hill - Francis Gascoyne
- Ian Keith - King Henry IV
- Doris Lloyd - Dame Ellen
- Rhys Williams - Diccon Bowman
- Leonard Mudie - Friar Edward
- Maurice Marsac - Comte de Vermois
- Leo Britt - Sir Robert
- Charles Fitz Simons - Giles
- Gary Montgomery - Peter
- Claud Allister - Sir George
- Robin Camp - Roger Ingoldsby
- Harry Cording – Capità de la guàrdia del rei
- Nicolas Coster - Humphrey, Young Squire
- Charles Evans - Lord Arquebisbe
- Richard B. Fitzgerald - Sentry
- Lance Fuller - Guardià
- Brett Halsey – Aprenent de cavaller
- Chuck Hamilton -Observador de la cort
- Ramsay Hill - Sir Charles
- Bob Hoy - First Guard
- Nelson Leigh – Arquebisbe
- James Logan
- Ralph Moratz - Court Knave
- Damian O'Flynn - Sir Alexander
- Reginald Sheffield - Lord Constable